# Huis aan de Drie Grachten

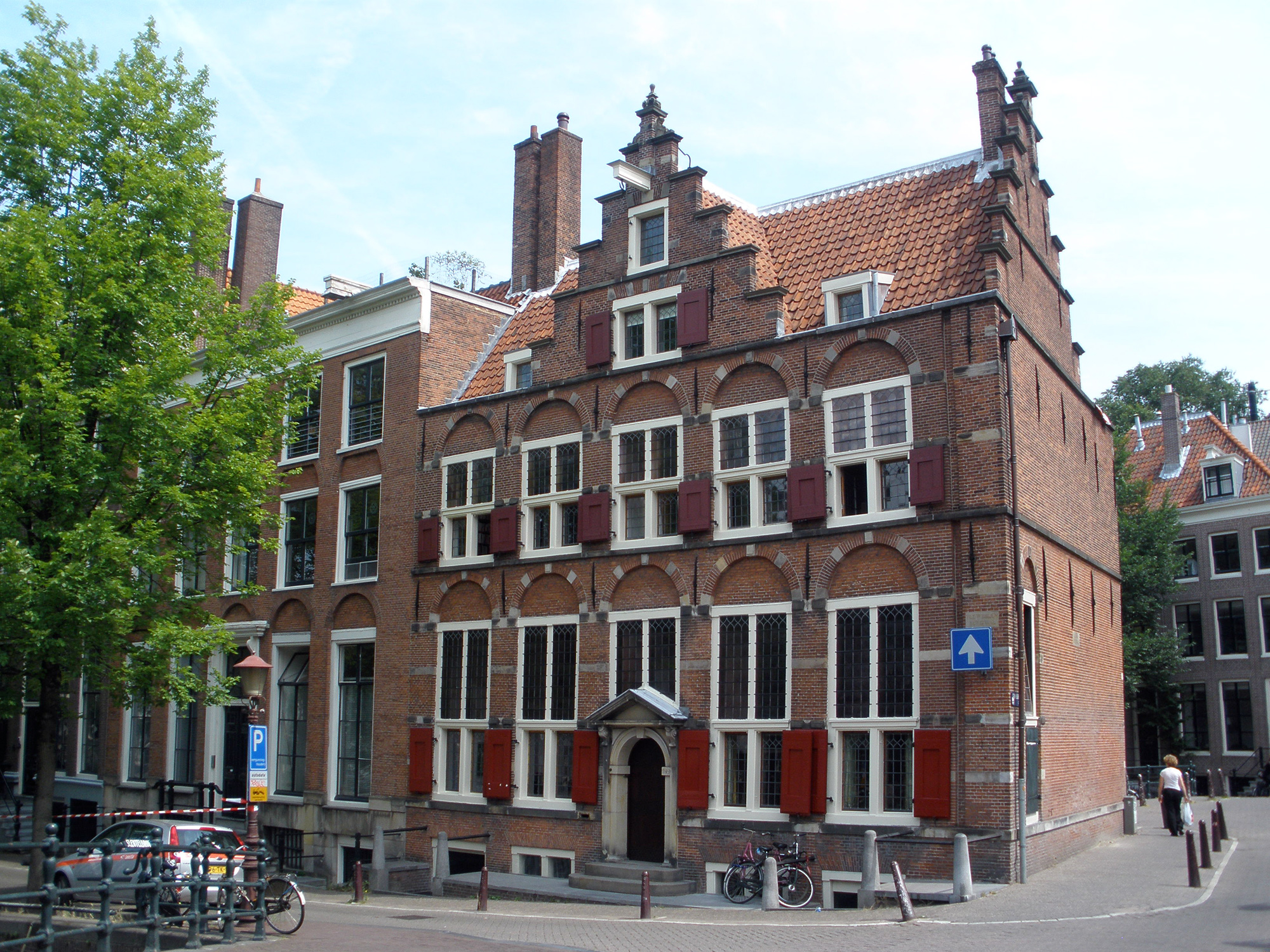
Het Huis aan de Drie Grachten, gezien vanaf hoek Grimburgwal/Oudezijds Voorburgwal

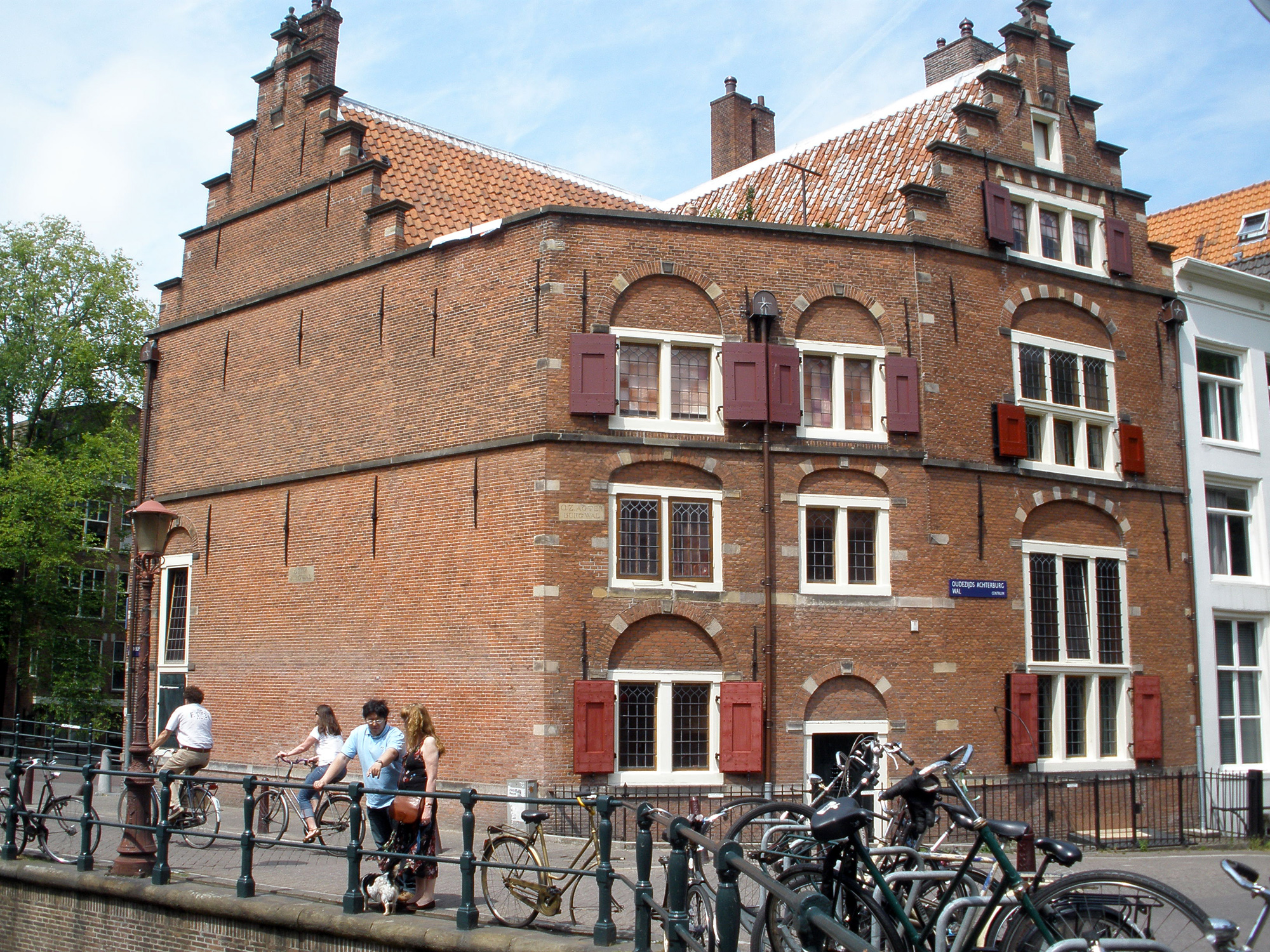
Het Huis aan de Drie Grachten, gezien vanaf hoek Grimburgwal/Oudezijds Achterburgwal

Het Huis aan de Drie Grachten, ook wel Huis op de Drie Grachten genoemd, is een 17e-eeuws grachtenpand in Amsterdam. Het is een dubbel huis in Hollandse renaissance-stijl, met aan elke gracht een trapgevel. Het pand heeft de status van rijksmonument.
Het huis dankt zijn naam aan het feit dat het aan drie kanten is omgeven door grachten: de Grimburgwal aan de zuidkant, Oudezijds Voorburgwal aan de westkant en Oudezijds Achterburgwal aan de oostkant. Het adres is Oudezijds Voorburgwal 249.

## Geschiedenis
Het huidige huis stamt uit ca. 1610, maar archeologisch onderzoek heeft uitgewezen dat de oudste elementen van het pand uit de tweede kwart van de 16e eeuw stammen.
In 1909 vond een ingrijpende verbouwing plaats, onder leiding van architect Jan de Meijer. Het doel van Meijer was om, op basis van een schilderij van Gerrit Berckheyde (nu in het Amsterdam Museum), de oorspronkelijke 17e-eeuwse situatie te herstellen. Het pand kreeg hierbij opnieuw trapgevels, kruiskozijnen en een zandstenen toegangspoortje. Deze onderdelen waren in de 18e eeuw gesloopt. Onderdelen van het interieur die in de loop der eeuwen waren aangebracht, werden verwijderd. In 2005 vond een tweede restauratie plaats, waarbij ook bouwhistorisch onderzoek verricht werd.
Er zijn twee grote 17e-eeuwse schouwen in het pand aanwezig. Het is echter niet bekend of deze schouwen in 1909 werden aangebracht, of oorspronkelijk in het huis waren.
Tijdens de Tweede Wereldoorlog werd de boekhandel van August Aimé Balkema, die sinds 1936 in het Huis aan de Drie Grachten gevestigd was, gebruikt als clandestiene drukkerij en uitgeverij Vijf Ponden Pers van dichtbundels en andere literatuur. Een verborgen ruimte boven een van de schouwen diende mogelijk als schuilplaats voor onderduikers. In deze ruimte, die ontdekt werd tijdens de renovatie in 2005, werd een doos met archivalia aangetroffen die uit de oorlogsjaren stammen.
Het pand bleef tot 2002 een boekhandel (G.Postma Boekhandel). Uitgeverij Huis aan de Drie Grachten was decennialang in het pand gevestigd en gaf voornamelijk taal- en letterkundige verhandelingen uit. Ook het tijdschrift Over Multatuli werd hier sinds 1978 uitgegeven.
Na 2002 diende het pand als woonhuis. 
Het gebouw is in 2024 vereeuwigd als KLM Delfts blauw huisje.